# آلتن‌بامبرگ
التینبامبرگ (به آلمانی: Altenbamberg) یک شهر در آلمان است که در راینلاند-فالتس واقع شده‌است.

## خصوصیات
التینبامبرگ ۷٫۵۳ کیلومترمربع مساحت دارد ۱۳۰ متر بالاتر از سطح دریا واقع شده‌است.